# ابنفورت
ابنفورت (به آلمانی: Ebenfurth) یک شهر در اتریش است که در ناحیه وینر نوی‌اشتات-لاند واقع شده‌است. ابنفورت ۲۳٫۵ کیلومتر مربع مساحت دارد ۲۳۰ متر بالاتر از سطح دریا واقع شده‌است.